# شهرستان اولوویانینسکی
شهرستان اولوویانینسکی (به لاتین: Olovyanninsky District) یک شهرستان در روسیه است که در سرزمین زابایکالسکی واقع شده‌است.